# Hickory Hiram
Hickory Hiram és una comèdia muda estrenada el 1918. La pel·lícula fou dirigida per Edwin Frazee i és la segona pel·lícula d'Arthur Stanley Jefferson, més conegut per Stan Laurel.